# Japheth

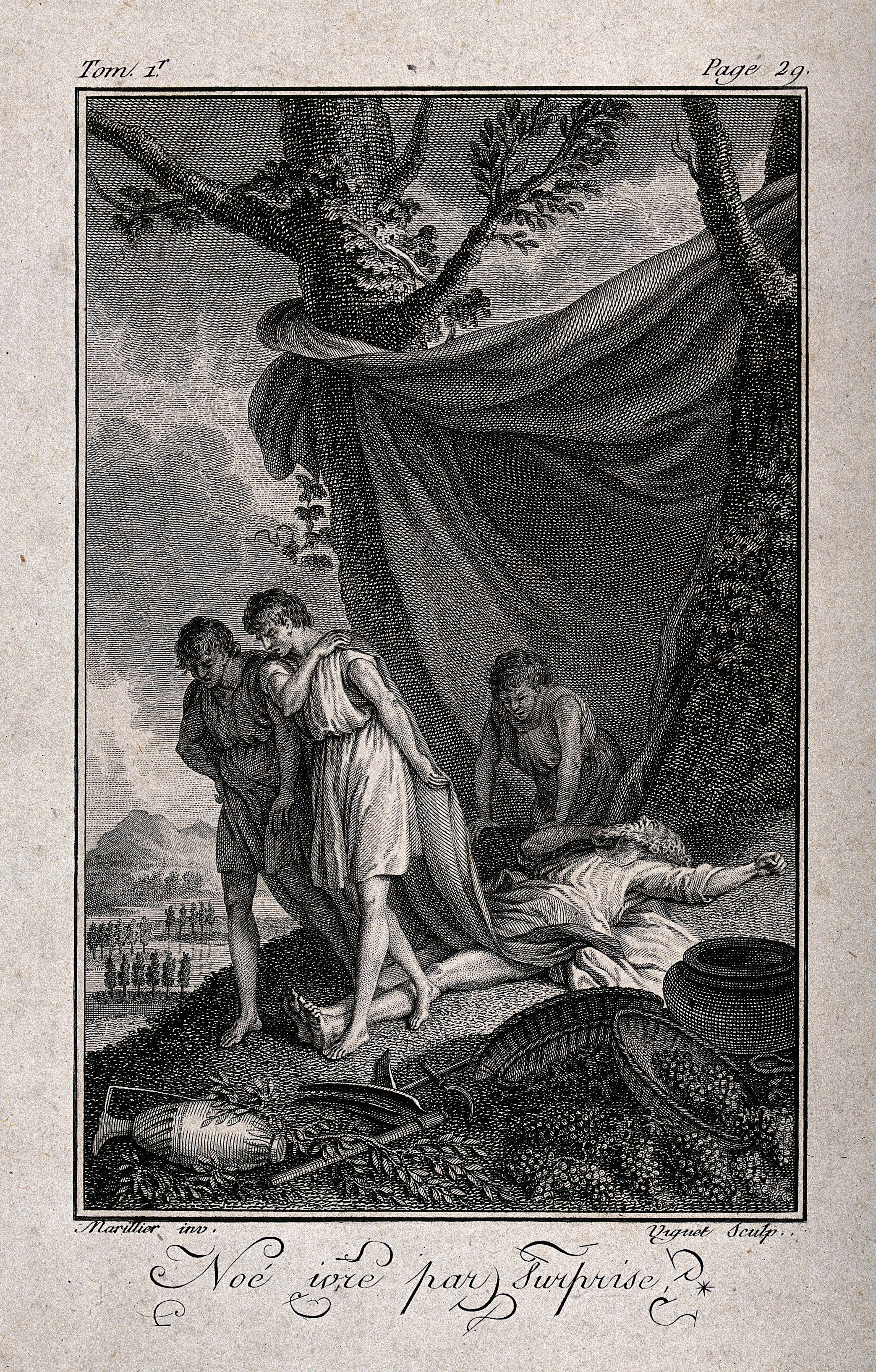
Shem và Japheth

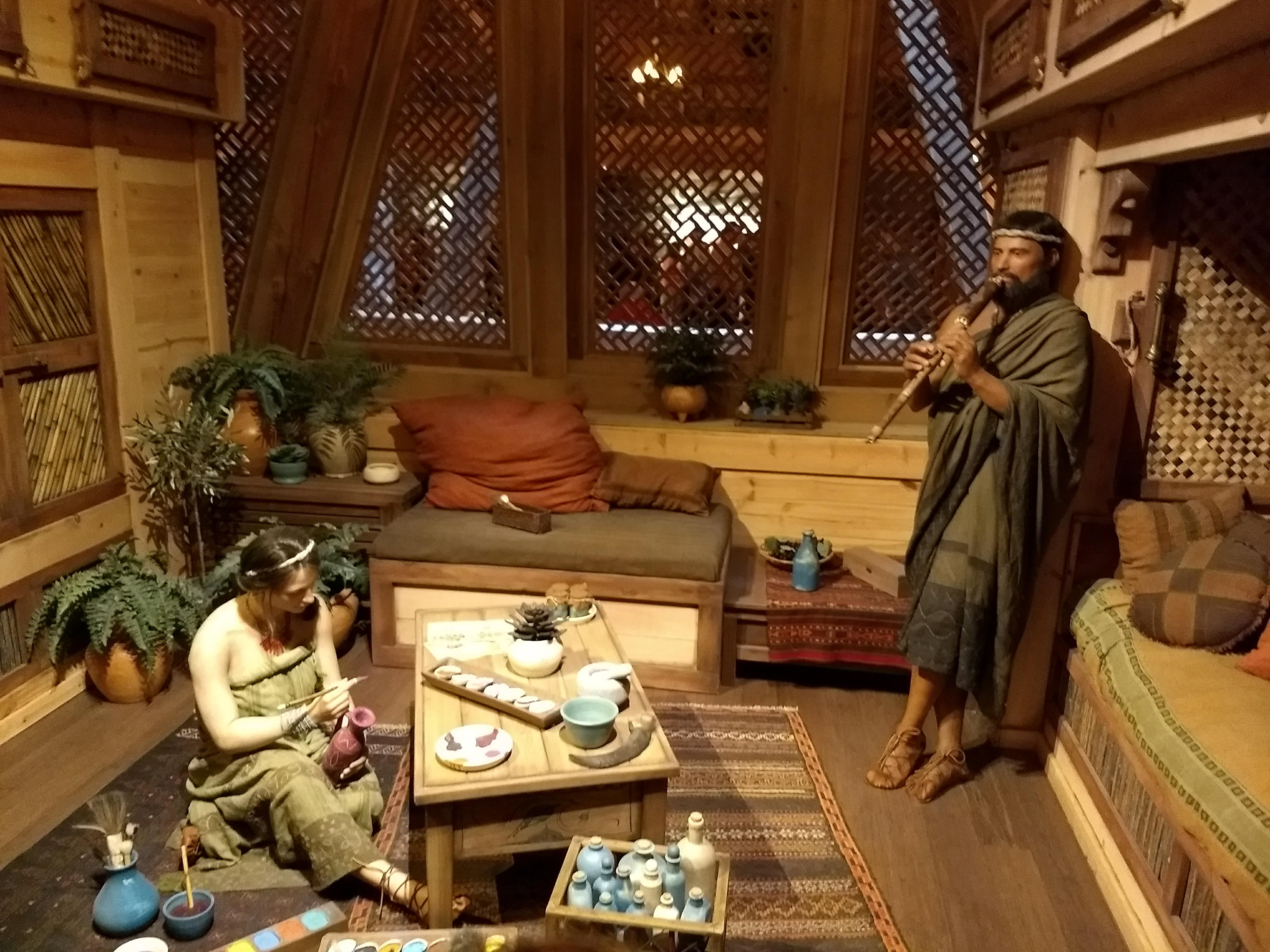
Japheth đang thổi kèn

Japheth (tiếng Do Thái: יֶפֶת/Yép̄eṯ/יָפֶת‎ Yā́p̄eṯ; tiếng Latinh: Iafeth, Iapheth, Iaphethus; tiếng Ả rập: يافث /Yāfith; tiếng Việt: Gia-phết) là một trong ba người con trai của Noah được kể trong Sách Sáng thế, trong đó Japheth đóng một vai trò trong câu chuyện về cơn say rượu của ông Noah và lời nguyền của Ham, và sau đó trong Bảng các quốc gia với tư cách là tổ tiên của các dân tộc ở biển Aegean, các dân tộc Anatolia, các nhóm dân tộc ở Kavkaz, Hy Lạp, và nhiều nơi khác ở Á-Âu. Trong Thời Trung cổ và đầu thời hiện đại ở châu Âu, theo truyền thống, ông được coi là tổ tiên của các dân tộc châu Âu. Japheth lần đầu tiên xuất hiện trong Kinh thánh Hebrew với tư cách là một trong ba người con trai của Noah, được cứu khỏi đại nạn trong câu chuyện về trận hồng thủy trong Sáng thế ký bằng con tàu Nô-ê, trong Sách Sáng thế, chúng luôn theo thứ tự "Shem, Ham và Japheth" khi cả ba đều được kể tên. 
Sau trận Đại Hồng Thủy, Japheth xuất hiện trong câu chuyện về cơm say xỉn của Noah. Ham thấy Noah say rượu và khỏa thân trong lều của mình và kể lại cho các anh em, những người sau đó đã che cho cha mình bằng một chiếc áo choàng trong khi tránh nhìn thấy; khi Noah tỉnh dậy, ông nguyền rủa Canaan, con trai của Ham, và chúc phúc cho Sem và Japheth. Vào thế kỷ thứ VII sau Công nguyên, Tổng giám mục và học giả người Hispano–La Mã Isidore xứ Seville đã viết chuyên luận lịch sử-bách khoa nổi tiếng của mình có tựa đề Etymologiae, trong đó ông truy tìm nguồn gốc của hầu hết các dân tộc Châu Âu từ cội nguồn của Japheth và hậu duệ của ông. Các học giả ở hầu hết các quốc gia châu Âu tiếp tục lặp lại và phát triển lời khẳng định của Isidore xứ Seville về dòng dõi từ Noah đến Japheth cho đến thế kỷ XIX.